# HD 223466
HD 223466 är en vit stjärna i huvudserien i Bildhuggarens stjärnbild.
Stjärnan har visuell magnitud +6,42 och befinner sig därför på gränsen för vad som går att se synlig för blotta ögat vid god seeing.